# Italo Picini
Italo Picini (Bugnara, 9 novembre 1920 – Sulmona, 12 ottobre 2016) è stato un pittore italiano.

## Biografia
Italo Picini frequenta la Scuola d'arte di Sulmona e, grazie a una borsa di studio del Ministero dell'Educazione Nazionale, approda all'Istituto d'arte di Firenze .
A partire dal 1942 partecipa a manifestazioni artistiche nazionali: nel 1948 un suo dipinto a olio viene esposto alla XXIV Biennale di Venezia ; dal 1951 al '66 le sue opere sono ospitate dalla Quadriennale di Roma ; nel 1953 e nel 1955 i suoi lavori presenziano alla Biennale Nazionale d'arte di Verona.
Dopo la fine dell'ultima guerra, Picini lavora come professore presso l'Istituto d'arte di Sulmona di cui diverrà successivamente preside. Si interessa al rilancio della tessitura artistica abruzzese e nel 1955 organizza, su autorizzazione del Ministero della Pubblica Istruzione, una sezione dedicata all'arte della tessitura, coinvolgendo come insegnante la tessitrice pescolana Maria d'Eramo . A testimonianza di questo lavoro, Picini pubblicherà, molti anni dopo, il libro La tessitura artistica abruzzese (Castelli, Verdone Editore, 2012).
Carlo Fabrizio Carli descrive così i motivi dell'ispirazione del pittore:

Ma presto l'interesse formale, mai freddo e astratto, lasciava spazio nell'attitudine del pittore alla partecipazione esistenziale, alla ribellione verso un destino privo di umano riscatto; alla solidarietà nei confronti dei ceti più esposti e fragili: le donne e i bambini in particolare. Davvero, nel caso dell'artista abruzzese, valeva l'antico adagio: "facit indignatio versus"; la ribellione si faceva pittura. »
Alla sua opera si sono interessati critici e storici dell'arte come Fortunato Bellonzi, Marcello Gallian, Carlo Barbieri , Piero Scarpa e Leo Strozzieri .
Dal 1976 al '79 Picini insegna Tecniche espressive delle tradizioni popolari presso l'Accademia delle belle arti dell'Aquila.
Il pittore muore a Sulmona a 95 anni. Gran parte dei suoi dipinti è stata donata alla Provincia dell'Aquila, e sistemata in una mostra permanente nel palazzo di via Mazara .